# خوان آرزا
خوان آرزا (انگلیسی: Juan Arza; ۱۲ ژوئن ۱۹۲۳ – ۱۷ ژوئیهٔ ۲۰۱۱) بازیکن فوتبال اهل اسپانیا بود.
از باشگاه‌هایی که در آن بازی کرده‌است می‌توان به باشگاه فوتبال دپورتیوو آلاوس، باشگاه فوتبال سویا، باشگاه فوتبال مالاگا، و باشگاه فوتبال آلمریا اشاره کرد.
وی همچنین در تیم‌های ملی فوتبال اسپانیا بازی کرده‌است.